# 阿姆古里
阿姆古里（Amguri），是印度阿萨姆邦Sibsagar县的一个城镇。总人口6944（2001年）。

## 人口
该地2001年总人口6944人，其中男性3884人，女性3060人；0—6岁人口780人，其中男421人，女359人；识字率74.70%，其中男性为73.64%，女性为76.05%。